# Richard von Hoff
Ernst Richard von Hoff (bis 1919 Richard Vonhof, * 12. Juni 1880 in Sachsenburg, Provinz Sachsen; † 7. Mai 1945 in Bremen) war ein deutscher Pädagoge, Politiker (NSDAP), Rassentheoretiker und von 1933 bis 1945 Bildungssenator der  Hansestadt Bremen.

## Biografie
Von Hoff war der Sohn des Landwirts und Ingenieurs Otto Vonhof. Vonhof besuchte das Alte Gymnasium in Bremen. Er soll sehr sprachbegabt gewesen sein. Er studierte von 1901 bis 1905 Sprachwissenschaften und Germanistik an der Universität Leipzig. Er promovierte in Leipzig zum Dr. phil. mit einer Dissertation zur nordischen Philologie. Die Beschäftigung mit dem Thema der nordisch-germanischen Kultur machte aus ihm einen fanatischen Rassisten. Während des Ersten Weltkrieges war er Kompaniechef der 8. Kompanie des Landwehr-Infanterie-Regiments Nr. 101 in der sogenannten Brigade Graf von Pfeil. Er wurde für seine Verdienste bei der Einnahme der Festung Nowogeorgiewsk am 4. September 1915 mit dem Ritterkreuz des Militär-St.-Heinrichs-Ordens ausgezeichnet. 1919 änderte er seinen Namen von Vonhof in von Hoff. Später war er mit seiner Frau Henny, geborene Brandt, und den Söhnen Albrecht und Herwart Mitglied der Deutschen Adelsgenossenschaft, Landesabteilung Hannover-Oldenburg, Braunschweig-Bremen, Abteilung 1. Dieser Sektion Angehörige waren seitens der genannten Standesgesellschaft auf ihre adelige Herkunft überprüfte Mitglieder. Im 1921 gegründeten Familienverband derer von Hoff, gemeinsam mit der uradeligen Familie von Hoff und der briefadeligen Familie von Hoff war Richard um 1940 Schriftführer. Sein eigener Familienzweig selbst ist aber in den Gothaischen Genealogischen Taschenbüchern nicht näher definiert.

### Pädagoge
Nach seinem Studium wurde er 1907 wissenschaftlicher Hilfslehrer, ab 1909 Oberlehrer (Studienrat) an der Oberrealschule Bremen, an der Dechanatstraße. Er war in vielen Vereinen aktiv, unter anderem zusammen mit dem Kaffeehändler Ludwig Roselius im Verein für Niedersächsisches Volkstum, im Plattdütschen Vereen, im Deutschen Sprachverein und im Verein für Vorgeschichte.
Nach seinem Kriegsdienst als Offizier im Ersten Weltkrieg war er Mitbegründer der Bremer Volkshochschule und ab dem 2. November 1919 Leiter dieser Schule, deren Zielvorstellungen er formulierte im „Wiederaufbau des Vaterlandes“, den „völkischen Geist“ zu fördern und der Gefahr zu begegnen, als Volk „Kulturdünger für fremde Völker“ zu werden. „Völkischer Geist“, das „Volk als Blutsgemeinschaft“, als „Schicksals- und Wertegemeinschaft“ blieben seine zentralen Begriffe auch in der Weimarer Republik. Sie zielten darauf ab, „Rassenfragen, Vererbungsprobleme und familiengeschichtliche Forschungen“ in den Mittelpunkt des Volkshochschulprogramms in einer Stadt zu stellen, in der Kaufmannschaft und Arbeiterbewegung die Kultur und Politik bestimmten. „Noch das Veranstaltungsverzeichnis der 1941 neugegründeten „Volksbildungsstätte Bremen“ unter Leitung des völkisch denkenden Bibliotheksdirektors und Präsidenten der „Wittheit“, NSDAP-Mitglied Hinrich Knittermeyer, hält fest: „Volksbildungsstätte Bremen, Traditionsträgerin der Bremer Volkshochschule, gegründet 1919 von Senator Dr. R. v. Hoff in Abwehr jüdisch-marxistischer Zersetzungsbestrebungen und zur Pflege völkischer Kulturüberlieferung.““

### Politik

#### Mitgliedschaft in der NSDAP und SS
Hoff trat zum 1. Januar 1931 der NSDAP bei (Mitgliedsnummer 403.074). Er wurde 1931 NSDAP-Kulturwart. Daneben war er Leiter der „Kampfgruppe Nordsee“ im völkisch gesinnten, antisemitischen Kampfbund für deutsche Kultur. und Hauptschulungsleiter für Rassenfragen. In die SS wurde er Januar 1934 gleich im Rang eines Sturmbannführers (Major) aufgenommen, Mitgliedsnummer 177005, damals zugeteilt dem Stab des Abschnitt XIV mit Sitz in Bremen. Seine nächsten Beförderungen datierten 1935 zum Obersturmbannführer und 1936 zum Standartenführer.

#### NS-Senator in Bremen
Nach der „Machtergreifung“ der Nationalsozialisten 1933 wurde er Kommissar für kirchliche Angelegenheiten und für das Schulwesen und ab dem 11. März 1933 Senator für das Bildungswesen in Bremen. Er strukturierte das Schulwesen im Sinne der Nationalsozialisten um und betonte dabei die Rassenkunde besonders und einseitig. In der Partei stieg er auf zum SA-Gruppenführer und zum Hauptschulungsleiter für Rassenfragen. Er war entscheidend beteiligt an der Gründung Nordischen Kunsthochschule, einer Vorgängereinrichtung der Hochschule für Künste Bremen 1933/34. 1939 wurde er SS-Oberführer.
In seinen Zuständigkeitsbereich fiel auch das heutige Übersee-Museum, das auf von Hoffs Bestreben in „Deutsches Kolonial- und Übersee-Museum“ umbenannt wurde. Ohne jeden finanziellen Aufwand schuf sich Bremen „sein ersehntes Kolonialmuseum. Die Begründung des zuständigen Senators Richard von Hoff im Januar 1935: Da das staatliche Museum am Bahnhof „in einem erheblichen Umfange bereits Kolonialmuseum“ sei, könne man ihm „schon jetzt den Namen ‚Deutsches Kolonial-Museum'“ beilegen.“

#### Aktivitäten als Rassentheoretiker
1895 tritt er als Publizist in Erscheinung, u. a. in der Zeitschrift „Niedersachsen“ im Bremer Carl Schünemann Verlag und als Redner. Hier verbreitet er seine weltanschaulichen Ideen einer Vorherrschaft der „germanischen Rasse“. Innerhalb des Nordischen Rings und später auch in der Nordischen Gesellschaft ist von Hoff - zeitweilig gemeinsam mit Hans F. K. Günther - Herausgeber der Monatszeitschrift „Rasse“. „Extremer Nationalismus und völkisches Denken kennzeichnen Richard von Hoffs Denken. Sein Kunstideal und seine Bildungspolitik blieben von Rassengedanken geprägt.“
Seine Publikationen zu „Erbkrankheiten“ wie Alkoholismus, Geisteskrankheit und Schwachsinn ebnen ideologisch den Weg für das später unter den Nationalsozialisten verabschiedete „Gesetz zur Verhütung erbkranken Nachwuchses“. Dieses bildet die Grundlage für die Zwangssterilisation und Mord an tausenden Bürgern, ob Erwachsene, Kinder oder Jugendliche."
Im April 1945 wurde er bei einem Bombenangriff in Bremen schwer verletzt; er starb an dessen Folgen und wurde auf dem Friedhof in Bremen-Osterholz im Familiengrab beigesetzt.

#### Rezeption nach dem Ende des Nationalsozialismus
Hoffs Der nordische Sippengedanke wurde in der Sowjetischen Besatzungszone auf die Liste der auszusondernden Literatur gesetzt.
Nach dem Krieg veröffentlichte Oberschulrat Gustav Dehning einen Beitrag über von Hoff in der Bremischen Biographie 1912-1962 in der er ohne Würdigung der belastenden Fakten formulierte: „Obwohl er (von Hoff) politisch nie hervorgetreten war, - war er im Grunde doch kein politischer, sondern ein wissenschaftlicher Mensch - zogen die Selbstlosigkeit seiner Grundhaltung und sein völkisches Bemühen die Aufmerksamkeit der Nationalsozialisten auf seine Person...“ und er habe nur aus „staatsbürgerlicher Pflicht“ heraus das Amt als Senator für das Bildungswesen übernommen...

## Werke
- Richard Vonhof: Zur Entwicklung der germanischen echten Verbalcomposita im Altwestnordischen. Bremen: Nössler 1905, zugleich Leipzig, Univ., Diss., 1905.
- Die niedersächsische Volkshochschule: 4 Aufsätze. Bremen: Niedersachsen-Verlag 1918; 2., verm. Auflage, Schünemann, Bremen 1919.
- Richard und Paul von Hoff: Die von Hoff: Stammtafeln. Dresden, Bremen 1920. DNB
- Niedergang und Aufstieg in Volk und Familie. Erfurt: Erfurter Genealogischer Abend 1931 (Wissenschaftliche Abhandlungen/Erfurter Genealogischer Abend; 4), 1931.
- Der nordische Sippengedanke. (Bildung und Nation; 76/77), Leipzig: Eichblatt 1940.